# Джузеппе Паріні
Джузеппе Паріні (італ. Giuseppe Parini, 23 травня 1729, Бозізе — 15 серпня 1799, Мілан) — італійський поет, представник італійського просвітницького класицизму.

## Біографія
Народився в сім'ї дрібного торговця в Ломбардії. Здобув освіту в Мілані. З 1754 — абат. У 1768 працював редактором газети. З 1769 викладав красномовство і витончене мистецтво.
У 1760 році почав писати сатиричну поему в чотирьох частинах «День» («Il giorno»), де висміює неробство і духовну нікчемність аристократії. У 1763 опублікував першу частину «Ранок» («Il mattino»), яка принесла йому популярність. У 1765 представив «Полудень» (Il mezzogiorno). Решта частини — «Вечір» («Il vespro») і «Ніч» («La notte») залишив незавершеними, їх публікація відбулася вже після смерті поета.
Сатирична поема Паріні була популярна в Росії в 1820—1830 роках. Князь Одоєвський рекомендував перекладачам звернути на неї увагу в 1824 році. Деякі літературознавці вважають, що в першому розділі «Євгенія Онєгіна» позначається вплив поезії Паріні, що говорить про знайомство Пушкіна з його творчістю.